# Žarko Varajić
Zarko Varajic (Nikšić, RFS Yugoslavia, 26 de diciembre de 1951-Belgrado, 23 de junio de 2019) fue un jugador de baloncesto serbio. Con 2.02 de estatura, jugaba en la posición de alero. Consiguió tres medallas en competiciones internacionales con Yugoslavia.
En la final de la Copa de Europa 1978-79 anotó 45 puntos, lo que constituye el récord para una final a partido único en esa competición.

## Equipos
- 1977-1984 Bosna Sarajevo

## Palmarés
- Liga de Yugoslavia: 3

Bosna Sarajevo: 1977-78, 1979-80, 1982-83
- Copa de Yugoslavia: 2

Bosna Sarajevo: 1978, 1984
- Euroliga: 1

Bosna Sarajevo:  1979.